# Al Hollywood madrileño
 Al Hollywood madrileño és una comèdia avantguardista i experimental espanyola muda i en blanc i negre escrita i dirigida per Nemesio Manuel Sobrevila estrenada l'any 1927 i rodada en Bilbao, Osca i Biarritz. Té un títol alternatiu: Lo más español.

## Sinopsi
Una jove i el seu pare canvien el nom de la seva fonda pel de Hollywood. Set cineastes intenten convèncer el propietari perquè financi els seus projectes.

## Repartiment
- Manuel Rosellón
- Marisol Lacy
- Manuel Montenegro
- José María Jimeno
- Elisa Ruiz Romero
- Francisco Martí
- Eduardo García Maroto
- Andrés Carranque de Ríos
- Manuel Ruiz de Velasco
- Ricardo Baroja Nessi
- Julio Rodríguez
- Soledad Martín
- Estanislao Maria Agirre
- Fernando Milikua